# یهودا ورنر
یهودا ورنر (آلمانی: Yehudah L. Werner؛ زادهٔ ۱۹۳۱) جانورشناس اهل آلمان است.